# Crematory
Crematory es un grupo de metal gótico con elementos industriales y death metaleros formado en Mannheim, Alemania en 1991. Su sonido se caracteriza básicamente por riffs duros, un contraste entre voces guturales-voces limpias y notas de teclado. Sus letras están sobre todo escritas en inglés y en ocasiones también utilizan el alemán, lo cual les ha llevado a ser etiquetados a veces como Neue Deutsche Härte.

## Historia
La banda fue fundada en enero de 1991 por el baterista Markus Jüllich y el guitarrista Lothar Först. Posteriormente se integrarían Gerhard Stass en la voz, Marc Zimmer en el bajo y Katrin Goger en los teclados; esta última inicialmente era un músico invitado.
Recibieron su más temprano reconocimiento en la mitad del 1990 como compañeros de gira de My Dying Bride, Tiamat y Atrocity. Como los comienzos de los anteriores grupos mencionados, la banda ha empezado con un death metal tradicional, a partir de su segundo álbum ...Just Dreaming introdujeron un sonido muy auténtico inclinándose a usar el teclado de una forma no antes usada en el estilo de música, y evolucionaron con una dirección hacia la música industrial y el metal gótico en los últimos álbumes. El éxito de la banda también les condujo a actuaciones en diversos festivales de extreme metal (o metal extremo), incluyendo el alemán Wacken Open Air en los años 1996, 1998, 1999, 2001 y 2008, además de incluirse en muestras recopilatorias de Nuclear Blast.
Volvieron a firmar con Massacre Records en 2006 después de un período de 10 años con Nuclear Blast; Massacre también ha sido la primera discográfica de la banda.
Activos desde hace unos 30 años (con una breve ruptura entre 2001 y 2003) están entre uno de los grupos europeos de carrera más larga relacionados con el género del metal gótico[cita requerida].

## Trivia
- Uno de los miembros formadores de la banda fue Marc Zimmer, quien dejaría la banda para centrarse en Mystic Circle.
- Markus Jüllich (batería) y Katrin Goger (teclados) contrajeron matrimonio.
- La banda colaboró para un álbum de tributo a Metallica llamado "A tribute to the four horsemen" interpretando una versión de la canción "One".

## Integrantes actuales
- Gerhard "Felix" Stass - Voz
- Katrin Jüllich - Teclado
- Markus Jüllich -  Batería
- Tosse Basler - Guitarra rítmica, voces limpias (desde 2015)
- Rolf Munkes - Guitarra (desde 2015)
- Jason Matthias - Bajo (desde 2016)

## Otros integrantes
- Lothar "Lotte" Först - Guitarras (1991 - 1998)
- Marc Zimmer - Bajo (1991- 1992)
- Heinz Steinhauser - Bajo (1992 - 1993)
- Harald Heine - Bajo (1993 - 2016)
- Matthias Hechler - Guitarra, voz limpia (1998 - 2015)

## Discografía

### Demos
- 1992 - Crematory

### Álbumes
- 1993 - Transmigration
- 1994 - …Just Dreaming
- 1995 - Illusions
- 1996 - Crematory - Das Deutsche Album
- 1997 - "Live… at the Out of the Dark Festivals" (En directo)
- 1997 - Awake
- 1999 - Act Seven
- 1999 - Early Years (Recopilatorio, incluye un Cd con remixes y un DVD)
- 2000 - Believe
- 2001 - Remind
- 2004 - Revolution
- 2005 - Liverevolution
- 2006 - Klagebilder
- 2008 - Pray
- 2010 - Infinity
- 2014 - Antiserum
- 2016 - Monument
- 2018 - Oblivion
- 2020 - Unbroken
- 2022 - Inglorious darkness
- 2025 - Destination

### Singles, EP
- 1996 - Ist Es War
- 1997 - For Love
- 1999 - Fly
- 2000 - The Fallen
- 2004 - Greed
- 2004 - Revolution
- 2013 - Shadowmaker

### DVD
- 1997 - Live… at the Out of the Dark Festivals
- 2001 - Remind
- 2005 - Liverevolution

### Recopilatorios
- 1999 - Early Years
- 2001 - Remind
- 2010 - Black Pearls
- 2013 - Inception

- Datos: Q699004
- Multimedia: Crematory / Q699004